# Pyrestes forticornis
Pyrestes forticornis är en skalbaggsart som beskrevs av Maurice Pic 1923. Pyrestes forticornis ingår i släktet Pyrestes och familjen långhorningar. Inga underarter finns listade i Catalogue of Life.